# Запис дуд (Доњи Рибник)
Запис дуд (Доњи Рибник) се налази на парцели чији је власник Месна заједница Почековина.

## Локација
| Општина             | Трстеник                                                                    |
| Катастарска општина | Доњи Рибник                                                                 |
| Потес               | Богомољиште                                                                 |
| Координате          | 43° 35′ 27″ С; 21° 04′ 10″ И / 43.590899999999998° С; 21.069400000000002° И |
| Надморска висина    | 0m                                                                          |

## Карактеристике
Дендрометријске вредности утврђене на терену и сателитским снимцима:
| Стабло                     | Дуд |
| Висина стабла              | m   |
| Обим дебла                 | m   |
| Пречник крошње             | 16m |
| Пречник дебла              | m   |
| Висина дебла до прве гране | m   |

## База записа
Запис је у оквиру Викимедија пројекта "Запис - Свето дрво" заведен под редним бројем 0623.